# Haus Heide (Halver)
Die Ortslage Haus Heide war eine Hofschaft in Halver im Märkischen Kreis im Regierungsbezirk Arnsberg in Nordrhein-Westfalen (Deutschland). Der Ort ist heute von einem Gewerbegebäude überbaut.

## Lage und Beschreibung
Haus Heide liegt nördlich des Halveraner Hauptortes auf 405 über Normalnull an der neuen, als Ortsumgehung gebauten Trasse der Landesstraße 528. Nachbarorte sind neben den Halveraner Hauptort die Ortslagen Schwarzenbach, Weißenpferd und  Eichholz.

## Geschichte
Haus Heide wurde erstmals in 1410 urkundlich erwähnt, die Entstehungszeit der Siedlung wird aber für den Zeitraum vor 800 während der zweiten sächsischen Landnahme vermutet.
Um 1450 wurde Haus Heide aus dem Lehensverhältnis des Stifts St. Gereon herausgelöst und zu einem Rittersitz umgewandelt, der vor 1705 zu einem freiadeligen Gut wurde.
1818 lebten 18 Einwohner im Ort. 1838 gehörte Haus Heide der Halveraner Dorfbauerschaft innerhalb der Bürgermeisterei Halver an. Der laut der Ortschafts- und Entfernungs-Tabelle des Regierungs-Bezirks Arnsberg als Ackergut und früheres Rittergut bezeichnete Ort besaß zu dieser Zeit zwei Wohnhäuser, eine Fabrik bzw. Mühle und zwei landwirtschaftliche Gebäude. Zu dieser Zeit lebten 20 Einwohner im Ort, allesamt evangelischen Glaubens.
Das Gemeindelexikon für die Provinz Westfalen von 1887 gibt eine Zahl von 67 Einwohnern an, die in drei Wohnhäuser lebten.
Haus Heide bestand bis zur Mitte des 20. Jahrhunderts und wurde dann von einem Fabrikgebäude der Firma Märkisches Werk überbaut, das in den 1970er Jahren stark erweitert wurde.